# GEOnet名称服务
GEOnet名称服务（英語：GEOnet Names Server），也被称为地理名称数据（Geographic Names Data）或geonames，是用于访问美国国家地理空间情报局和美国地名委员会关于美国以外地理位置的地名数据库的一项服务。该数据库通过美国联邦政府核定。数据库长期滚动更新，并提供变异拼写和非拉丁字母搜索等功能。